# Санчиров, Фёдор Васильевич
Санчиров Фёдор Васильевич (1923—1944) — лейтенант, командир СУ-85 1452 самоходного артиллерийского Перекопского полка РГК. Русский. Член ВЛКСМ с 1942 года. Герой Советского Союза.

## Биография
Окончил 7 классов школы № 13 города Куйбышева, Саратовское артиллерийское военное училище, Сызранское танковое военное училище.

## Участие вВОВ
В Красной Армии с декабря 1941 года. Призван в армию Дзержинским РВК.
Участвовал в Великой Отечественной войне с августа 1943 по декабрь 1943, с марта 1944 по июнь 1944, с июля 1944 по 7 августа 1944.
Во время контратаки немцев 7 августа 1944 года в районе деревни Суостай Литовской ССР, командир самоходной установки проявил отвагу и мужество: одним из первых выдвинулся со своей самоходкой против врага и огнём закрыл распространение немецких «тигров» и «фердинандов», не допустил противника на левый фланг. В этом неравном бою, охваченный пламенем, не прекращая огня, уничтожил танк противника, 5 противотанковых пушек, 30 немецких солдат и офицеров, пока не погиб вместе с экипажем. Всем посмертно присвоено звание Героя Советского Союза.

…Утром враг начал новую контратаку. На этот раз автоматчики шли впереди танков. Их встречали огнём наши автоматчики и пулемётчики. Гитлеровцы залегли. «Тигры» также остановились. Прошло больше часа, в течение которого к немцам подошло подкрепление в составе 5 танков.
Санчиров и его экипаж ждали. Как и вчера, врага надо было подпустить ближе. Перевес оккупантов в 15 раз не пугал самоходчиков. Они жили одной мыслю — уничтожить немецкие танки.
«Враг не должен пройти»,- сказал экипажу Санчиров. «Враг не пройдёт»,- ответили товарищи.
Гитлеровцы наступали осторожно. Продвинувшись несколько десятков метров, танки останавливались и начинали стрелять, но самоходное орудие молчало. Фашисты нервничали. Беспорядочно стреляя, их машины достигли места вчерашнего боя. Санчировцы молчали, они подпускали врага ближе. Видно решив, что самоходчики ночью отступили, гитлеровцы обнаглели. В некоторых машинах открылись люки, но в это время раздался первый выстрел. Танк на правом фланге остановился и загорелся. Загорелся и вражеский танк на левом фланге.
Санчиров просчитал всё правильно: удары по фланговым танкам, обескуражить немцев, вызвать среди них панику. Так и случилось. Гитлеровцы начали беспорядочно стрелять, считая, что против них действуют несколько огневых точек. В это время Петров меткими выстрелами поджёг ещё три танка. Наконец, враг обнаружил замаскированную самоходку и стал её обстреливать. Уральская броня выдержала удары. Загорелся ещё один немецкий «тигр». Но вот вражеский снаряд попал в топливные баки, самоходка загорелась.
«Товарищ лейтенант, горим»,- сообщил заряжающий Брызгалов. «Враги горят»,- охрипшим голосом произнес Санчиров.
По его лицу тонкой струйкой текла кровь. Осколками были ранены члены экипажа. Но не Санчиров, ни они, не чувствовали боли.
Санчиров продолжал командовать. Ещё два фашистских танка остановились с развороченными гусеницами. Их экипаж, выскочив из машин, бежал в лес. Дышать было всё тяжелее, было нестерпимо жарко, от дыма слезились глаза. А враг всё рвался вперёд.
«Не подпустим врага, заставим его бежать»,- думал Санчиров и его подчинённые. Осминин включил мотор, двигатель начал работать маленькими оборотами. Слабея от потери крови, Санчиров собрал последние силы и крикнул:
«Мотор работает, значит ещё можно двигаться, полный газ. За Родину, вперёд!»- последний раз скомандовал Санчиров. Осминин включил скорость, самоходка двинулась с места и, пылая как факел, ринулась на врага. Тяжело раненый Петров опустился без сил. К орудию сел Санчиров, и опять послышались один за другим меткие выстрелы. Увидев несущуюся на них горящую, но всё равно посылающую им смерть, советскую самоходку, немцы не выдержали. Пять оставшихся танков спешно нырнули в лес.
Сняв шлемофоны, стояли самоходчики вокруг санчировской машины. На лицах печаль, а в глазах негаснущая ненависть к фашистским захватчикам.

«Дорогие друзья, — говорил, волнуясь, генерал, — перед нами стоит самоходка, на которой воевал героический экипаж лейтенанта Санчирова. Враг имел многократный перевес в силе, но не сумел добиться своей цели. Не сумел потому, что на его пути стояли советские воины. Лейтенант Санчиров, старшина Осминин, старший сержант Петров, младший сержант Брызгалов. Горячие патриоты своей Родины, до конца выполнили свой долг перед Отечеством. Они боролись до последнего вздоха и погибли как герои. Их подвиг будет нам примером Воинской славы и героизма. Клянёмся жестоко отомстить врагу за смерть наших боевых товарищей».
«Клянёмся», — повторили десятки человек в тёмно-синих комбинезонах.

## Память
В честь героя названа МБОУ Школа №13 имени Героя Советского Союза Санчирова Ф.В. городского округа Самара.
Также бюст героя установлен около МБОУ Школа №134 г.о.Самара.

## Награды
- Герой Советского Союза, посмертно;
- орден Ленина;
- медали.